# Tosie
Tosie [ˈtɔɕe] est un village polonais de la gmina de Kosów Lacki dans le powiat de Sokołów et dans la voïvodie de Mazovie, au centre-est de la Pologne.
Il se situe à environ de 4 kilomètres au nord de Kosów Lacki, 26 kilomètres au nord de Sokołów Podlaski et à 91 kilomètres au nord-est de Varsovie.